# Сільськогосподарська освіта
Аграрна освіта, сільськогоспо́дарська осві́та — система підготовки фахівців і кваліфікованих працівників для сільського господарства у звичайних навчальних закладах (нижчих, середніх, вищих).

## Історія
Упродовж віків знання людини вирощувати сільськогосподарські культури і розводити свійських тварин було сукупністю навичок, які базувалися на спостереженнях і практичному досвіді, та передавалися з покоління в покоління. Початки сільськогосподарської освіти як спеціальної галузі освіти були покладені в Західній Європі у першій половині 18 століття, в Росії й Україні — з кінця 18 століття. В українських губерніях до 1917 року першим навчальном закладом можна вважати Школу практично землуробства, що була відкрита 25 квітня 1790 року для селян-переселенців у с. Богоявленське професором Михайлом Георгійовичем (Єгорович) Лівановим. Надалі сільськогосподарські школи з'явилися лише у 19 ст.: курси для садоводів та городників в Нікітському Ботанічному Саду біля Ялти (1823) та пасічнича школа, що її 1828 року заснував у своєму маєтку в Митченках (Чернігівщина) П. Прокопович; у 1844 році постала середня школа хліборобства та садівництва в Умані.
Краще почала розвиватися сільськогосподарська освіта з кінця 19 століття, але назагал вона була, зокрема як на хліборобську країну, відстала. У 1914 році в Російській Імперії було 15 сільськогосподарських вищих школи. На той час в Україні діяли лише Харківський Ветеринарний інститут, агрономічний факультет при Київському Політехнічному Інституті і катедри хліборобства в Київському та Новоросійському університетах; щойно з 1915 почав діяти у Харкові Інститут Сільського Господарства та Лісництва, евакуйований туди під час війни з Ново-Олександрії (Пулав) у Люблінській губернії. Середніх сільськогосподарських шкіл було 5, серед них Уманська школа хліборобства та садівництва (з 1844), Харківська (у Деркачах з 1855; при ній діяли підготовні курси для вчителів нижчих сільськогосподарських шкіл), Херсонська (з 1874). Термін навчання 6 років.
У 9 українських губерніях нараховувалося 67 нижчих сільськогосподарських шкіл. Вони поділялися на загальні (1 та 2 ступеня) та фахові (садівництва городництва, скотарства, виноробства, бджільництва й ін.). Термін навчання у загальній школі — від 3 років і більше, у спеціальних — від 1 до 3 років. Для вступу треба було закінчити: для 1 ступеня двокласову сільську школу, для 2 ступеня — однорічну початкову школу, для деяких вистачало вміння читати. Поодинокі середні й нижчі сільськогосподарські школи мали великі зразкові господарства, у яких учні відбували практику. Сільськогосподарські школи були підпорядковані Міністерству Земельних Справ. Кожний тип школи давав закінчену освіту з відповідним свідоцтвом.
Позашкільна сільськогосподарська освіта виявлялася головне в організації виставок (1908 — 24 загальні і 52 спеціальні) та курсів і лекцій на сільськогосподарські теми, що їх влаштовували переважно земства та сільськогосподарські товариства (докладніше див. Агрономія суспільна й державна).
За української влади постало кілька нових сільськогосподарських шкіл, а при Кам'янець-Подільському Університеті діяв сільськогосподарський факультет.
За радянської влади реорганізовано все шкільництво в УРСР, у тому числі й сільськогосподарське, за системою Г. Гринька і створено такі типи сільськогосподарських шкіл: інститути з 4-річним терміном навчання, з завданням випускати фахівців ширшого профілю, технікуми з 3-річним курсом навчання, що випускали вузьких фахівців (агронома-рільника, інженера-меліоратора, зоотехніка тощо); нижчі сільськогосподарські школи — агропрофшколи з дворічним курсом, з завданням випускати кваліфікованого сільськогосподарського робітника. Число вищих і середніх сільськогосподарських шкіл збільшено за рахунок підвищення кваліфікації існуючих раніше сільськогосподарських шкіл, що й спричинило зниження їх рівня. З 1928 спеціальні школи розформовано на ще вужчі спеціальні, їх відокремлено від наркоматів, що разом з переслідуванням старіших досвідчених педагогів і висуненням малокваліфікованих нових призвело до дальшого зниження сільськогосподарської освіти. У середині 1930-х років відбулася уніфікація сільськогосподарської освіти УРСР з усім СРСР, підвищено її рівень і збільшено кількість шкіл.
За не цілком точною статистикою кількість сільськогосподарських інститутів зросла з 7 у 1928 до 20 у 1938; відповідні числа для сільськогосподарських технікумів: 20 і 123 (числа для УРСР у межах 1938).
Після занепаду в 1941 — 45 сільськогосподарську освіту відновлено і згодом поширено та змінено її профіль (уніфікований у всьому СРСР). Розвиток високої і середньої сільськогосподарської освіти такий (а — кількість, б — число студентів у них у тис.):

## Навчальні заклади
| б \| а \| б |    |      |     |       |
| 1960 — 61   | 18 | 45,6 | 148 | 123,8 |
| 1965 — 66   | 17 | 67,6 | 126 | 112,4 |
| 1970 — 71   | 17 | 65,6 | 126 | 110,4 |
| 1974— 75    | 17 | 69,4 | 113 | 107,2 |

За 1960—1961 — 1971—1972 зросла кількість випускників вищих сільськогосподарських шкіл з 6 100 до 10 800, середніх — з 18 900 до 30 800. Одночасно збільшилася кількість фахівців, зайнятих у сільському господарстві: з середньою кваліфікацією з 105600 у 1964 до 196500 у 1973, з вищою — з 32 000 до 73 100.
В УРСР діяли такі високі сільськогосподарські школи: Українська сільськогосподарська академія в Києві, сільськогосподарські інститути: Білоцерківський, Луганський, Дніпропетровський, Житомирський, Кам'янець-Подільський, Кримський, Львівський, Одеський, Полтавський, Уманський, Харківський, Херсонський; зооветеринарні Інститути: Львівський, Харківський; інститути механізації й електрифікації сільського господарства: Київський, Харківський, Мелітопольський; на Кубані діє сільськогосподарський інститут у Краснодарі. Близько половини студентів навчається без відриву від виробництва — на вечірніх і заочних відділах. Термін навчання від 4½ до 5 років (для заочників — 6). Сільськогосподарські вузи ведуть також науково-дослідну роботу та публікують праці. Українська сільськогосподарська академія і Харківський сільськогосподарський інститут мають право приймати для захисту докторські дисертації. Випускники сільськогосподарських вузів здобувають кваліфікацію вченого агронома, ветеринарного лікаря, інженера.
Фахівців сільського господарства середньої кваліфікації готують сільськогосподарські технікуми, зооветеринарні й гідромеліоративні технікуми та ін. До них приймають осіб, що закінчили 8 — 10 клас середньої школи, термін навчання — 2 — 4 роки. Більшість учнів навчається на вечірніх заочних курсах.
Кадри масових професій (механізатори, трактористи-машиністи, електромонтери, бригадири, городники, ветеринарні санітари й інші) готують у системі професійно-технічної освіти (з них вийшло в УРСР 1971 58 000 осіб з закінченою нижчою сільськогосподарською освітою), однорічні сільськогосподарські школи, агротехнічні курси у колгоспах і радгоспах, спеціальні бригади середніх загальноосвітніх шкіл. Фахівці і керівні робітники в сільському господарстві підвищують кваліфікацію на спеціальних факультетах сільськогосподарських вузів і курсах при них.

## Західноукраїнські землі
Сільськогосподарська освіта на українських землях, які входили до складу Австро-Угорщини, була слабо розвинена. Єдиною високою школою була Академія Рільнича в Дублянах біля Львова (1919 перетворена на факультет Львівської Політехніки) з польською викладовою мовою. Середня рільнича школа в Кіцмані на Буковині (директор Є. Жуковський) була довгий час єдиною середньою сільськогосподарською школою з українською мовою навчання. Серед нечисленних нижчих шкіл треба згадати садівничо-городничу школу в Заліщиках та школи, що їх організували українські товариства: «Просвіта» в Миловані (Товмацького пов.) і в Угерцях Винявських (Рудківського пов.), «Маслосоюз» — молочарську школу в Стрию; у цих школах введено кількамісячні курси.
У 1920 — 30-х роках стан сільськогосподарської освіта на українських землях під Польщею був низький. На 1939 існувало: 1 висока, 2 ліцеї, 1 середня, 27 нижчих сільськогосподарських шкіл: у тому числі ледве 4 з українською мовою навчання (серед них Державний сільськогосподарський ліцей у Черниці поблизу Стрия, заснований 1934). Добре розвивалася позашкільна сільськогосподарська освіта завдяки діяльності товариства «Сільський Господар», зокрема організованому ним хліборобському вишколові молоді.
На Буковині під румунською окупацією сільськогосподарська освіта занепала і зазнала цілковитої румунізації. Натомість вона (особливо нижча і короткотривалі сільськогосподарські курси) розвинулася, хоч недостатньо, на Закарпатті; у Сваляві була приватна трирічна середня типу пасічнича школа Л. Гуменюка.
Агрономічний і лісовий відділи мали Українська господарська академія і Український технічно-господарський інститут у Подєбрадах, випускники яких здебільшого працювали за фахом на Західній Україні.